# Rubén Bascuñán
Rubén Eduardo Bascuñán Riveros (Santiago, Chile, el 23 de febrero de 1982) es un exfutbolista chileno. Jugaba de mediocampista central y su último club fue Deportes Antofagasta de la Primera División de Chile. Actualmente se desempeña como ayudante técnico en el plantel de honor de Colo-Colo.

## Clubes
| Club                 | País  | Año       |
| -------------------- | ----- | --------- |
| Colo-Colo            | Chile | 2000-2001 |
| Colchagua            | Chile | 2002      |
| Provincial Osorno    | Chile | 2003      |
| Deportes Temuco      | Chile | 2004      |
| Everton              | Chile | 2005      |
| Deportes Antofagasta | Chile | 2006      |
| Unión Española       | Chile | 2007-2008 |
| Deportes Antofagasta | Chile | 2008-2011 |